# The Decent One
Pour plus de détails, voir Fiche technique et Distribution.
The Decent One (allemand : Der Anständige) est un film documentaire germano-austro-israélien réalisé par Vanessa Lapa sur Heinrich Himmler. Le film, sorti en 2014, est basé sur un lot de lettres et d'entrées d'agendas achetées par les parents de Vanessa Lapa et publiées dans le quotidien allemand Die Welt. Il est montré en avant-première au Festival international du film de Berlin et reçoit des avis partagés.

## Synopsis
Le documentaire examine la vie de Heinrich Himmler à travers des entrées d'agendas, des lettres et des mémos. Himmler enregistre tôt dans son carnet personnel qu'il souhaite aller se battre durant la Première Guerre mondiale et regrette d'être trop jeune pour faire partie de l'action. Plus tard, durant le lycée, il exprime des vues antisémites et se plaint du fait que personne ne l'aime. Âgé d'une vingtaine d'années, il rejoint les Schutzstaffel. Il tombe amoureux de Margarete "Marga" Himmler, et les deux échangent des lettres qui sont présentées numérotées en séquences. Des échanges avec sa fille Gudrun sont aussi présentés dans le film, ainsi que les entrées d'agenda de celle-ci. Quand la Seconde Guerre mondiale débute, Himmler écrit de vagues allusions à propos de ses activités professionnelles, et les deux se plaignent de ne pas avoir assez de temps ensemble. Plus tard les lettres font allusion à la relation de Himmler avec Hedwig Potthast, sa secrétaire. Des mémos nazis internes révèlent des pans de sa philosophie, ce à quoi le titre du documentaire fait référence, car Himmler indique qu'il croit que les officiers sont constitués d'« hommes décents ». Les difficultés morales que leur posent l'accomplissement de leurs tâches prouvent leur supériorité morale par rapport aux Juifs, et font qu'on se rappellera d'eux plus tard pour leur décence.

## Fiche technique
- Réalisatrice : Vanessa Lapa
- Date de sortie : 2014
- Budget : 1,2 million de dollars
- Box office : 20 240 $ (US)

## Distribution
- Tobias Moretti : Heinrich Himmler
- Lenz Moretti : le jeune Heinrich Himmler
- Sophie Rois : Margarete Himmler
- Antonia Moretti : Gudrun Himmler
- Lotte Ledl : Hedwig Potthast
- Florentín Groll : Gebhard Himmler
- Pauline Knof : Anna Himmler

## Production
Les soldats de l'armée américaine ont saisi les documents utilisés dans le film dans la maison des Himmler. En dépit des ordres, ils ne transmettent pas les documents à leur hiérarchie  et divisent le lot en deux parties: une contemporaine et une concernant le début de sa vie. Ces derniers sont vendus à la Hoover Institution, mais les documents contemporains ne sont pas retracés jusqu'à leur achat par Chaim Rosenthal, un diplomate et artiste israélien. Rosenthal annonce en 1982 qu'il a acheté les documents à un adjudant de Karl Wolff, bien qu'une rumeur fasse état de leur achat en Amérique ; le Times of Israel retrace son achat dans un marché aux puces dans les années 1960. Philip Oltermann écrit dans The Guardian que les documents ont généré peu d'intérêt en raison de l'affaire des faux carnets d'Adolf Hitler. Les documents concernant Himmler sont authentifiés par les Archives fédérales d'Allemagne. En 2006, les parents de Vanesse Lapa achètent les documents avec l'intention de faire réaliser un film documentaire par leur fille.
Lapa indique que sa génération est la première suffisamment éloignée de l'Holocauste à être capable de réaliser le film.

## Sortie du film
The Decent One sort en première au Festival international du film de Berlin. Lapa, ses parents et ses grands-parents assistent à la première, ainsi que Katrin Himmler qui apparaît aussi dans le film et parle de son grand-oncle. À la même période, le quotidien Allemand Die Welt publie de façon controversés certains documents, et est accusé de faire du sensationnalisme. Katrin Himmler co-écrit au même moment un livre intitulé Himmler Privat. Kino Lorber sort le film aux États-Unis le 1er octobre 2014.

## Réception
Rotten Tomatoes rapporte que 67 % sur 18 critiques examinées donnent des retours positifs sur le film ; la moyenne des retours totalise 6.8/10. Metacritic lui donne la note moyenne de 55/100 en se basant sur 11 revues. Joe Leydon écrit, dans Variety, que le film est un portrait fascinant qui se distingue par son caractère novateur et indique que le choix d'ajouter des effets de sons aux documents d'archives alourdit l'effet dramatique général. Jordan Mintzer du Hollywood Reporter écrit que le film intéressera la recherche historique et les férus d'histoire, bien que les anecdotes liées à la vie du ménage puissent fatiguer à la longue, et qualifie l'utilisation du son de cinematic overkill. Nicolas Rapold du New York Times déclare : « Les lectures vocales et les séquences illustratives - imprudemment augmentées de nouveaux effets sonores - manquent d'un élan cinématographique fondamental ». Robert Abele du Los Angeles Times critique aussi l'utilisation du son mais indique que : Au plus fort, The Decent One révèle un portrait psychologique d'un homme dévoué à sa famille mais consommé par une cause qui noircit l'âme et qui est horriblement destructrice. Dans The Village Voice , Simon Abrams qualifie de « myopie » la focalisation du documentaire sur sa vie de famille et écrit que cela n'illumine rien d'autre si ce n'est une « haine non examinée ». Dans Salon.com, Andrew O'Hehir le qualifie de « documentaire le plus frappant que j'aie jamais vu ». Keith Uhlich de Time Out New York l'évalue à  3/5 et écrit que l'histoire ne devrait pas être nappée de Dolby, surtout quand elle est si pénétrante des tréfonds dans lesquels l'âme humaine peut sombrer. Lisa Barnard du The Toronto Star l'évalue à 2.5/4 étoiles et écrit que Lapa nous laisse le soin de déterminer comment un homme pourrait être aussi inconscient de ses fautes morales, alors qu'un peu plus de contexte aurait été utile de la part de la réalisatrice. Brad Wheeler du The Globe and Mail lui donne la note de 2.5/4 étoiles, écrivant que « la réalisatrice embellit parfois la lecture des notes écrites par  Himmler, sa femme, sa maîtresse et sa fille avec de la musique et des effets de sons, mais le film fonctionne mieux quand il est le plus austère ». Hannah Brown du The Jerusalem Post écrit : « C'est une réalisation de virtuose en termes de film documentaire, mais aussi une réalisation exigeante et troublante ».